# Morocco Tennis Tour - Tanger 2013
Il Morocco Tennis Tour - Tanger 2013 è stato un torneo di tennis facente parte della categoria ATP Challenger Tour nell'ambito dell'ATP Challenger Tour 2013. È stata la 4ª edizione del torneo che si è giocata a Tangeri in Marocco dal 17 al 22 giugno 2013 su campi in terra rossa e aveva un montepremi di €30,000+H.

## Partecipanti singolare

### Teste di serie
| Nazionalità | Giocatore               | Ranking* | Testa di serie |
| ----------- | ----------------------- | -------- | -------------- |
| Spagna      | Rubén Ramírez Hidalgo   | 72       | 1              |
| Spagna      | Pablo Carreño Busta     | 147      | 2              |
| Austria     | Gerald Melzer           | 239      | 3              |
| Portogallo  | Pedro Sousa             | 248      | 4              |
| Spagna      | Marc Giner              | 251      | 5              |
| Spagna      | Gerard Granollers Pujol | 252      | 6              |
| Spagna      | José Checa-Calvo        | 260      | 7              |
| Stati Uniti | Tennys Sandgren         | 278      | 8              |

- Ranking al 10 giugno 2013.

### Altri partecipanti
Giocatori che hanno ricevuto una wild card:
- Reda El Amrani
- Yassine Idmbarek
- Hicham Khaddari
- Younes Rachidi

Giocatori che sono passati dalle qualificazioni:
- Lorenzo Giustino
- Tristan Lamasine
- Lamine Ouahab
- Sherif Sabry
- Isak Arvidsson (lucky loser)

## Partecipanti doppio

### Teste di serie
| Nazionalità | Giocatore      | Nazionalità   | Giocatore       | Ranking* | Testa di serie |
| ----------- | -------------- | ------------- | --------------- | -------- | -------------- |
| Austria     | Gerald Melzer  | Stati Uniti   | Tennys Sandgren | 386      | 1              |
| Serbia      | Nikola Ćirić   | Serbia        | Goran Tošić     | 409      | 2              |
| Stati Uniti | Vahid Mirzadeh | Stati Uniti   | Denis Zivkovic  | 443      | 3              |
| Uruguay     | Ariel Behar    | Nuova Zelanda | Artem Sitak     | 477      | 4              |

- Ranking al 10 giugno 2013.

### Altri partecipanti
Coppie che hanno ricevuto una wild card:
- Ayoub Chekrouni /  Soufiani Sahli
- Reda El Amrani /  Lamine Ouahab
- Yassine Idmbarek /  Younes Rachidi

## Vincitori

### Singolare
Pablo Carreño Busta ha vinto in finale  Michail Kukuškin che si è ritirato sul punteggio di 6–2, 4–1.

### Doppio
Nikola Ćirić /  Goran Tošić hanno battuto in finale  Maximilian Neuchrist /  Mate Pavić con il punteggio di 6–3, 6(5)–7, [10–8].